# NGC 3921
NGC 3921 (другие обозначения — UGC 6823, IRAS11484+5521, MCG 9-20-9, KUG 1148+553, MK 430, 1ZW 28, ZWG 268.95, ZWG 269.7, VV 31, ARP 224, PGC 37063) — галактика в созвездии Большая Медведица.
Этот объект входит в число перечисленных в оригинальной редакции «Нового общего каталога».
В галактике находится ультраяркий рентгеновский источник.